# Kenya vid världsmästerskapen i friidrott 2023
Kenya tävlade vid världsmästerskapen i friidrott 2023 i Budapest i Ungern mellan den 19 och 27 augusti 2023.

## Medaljörer
| Medalj | Namn               | Gren                         | Datum      |
| ------ | ------------------ | ---------------------------- | ---------- |
| Guld   | Faith Kipyegon     | Damernas 1 500 meter         | 22 augusti |
| Guld   | Faith Kipyegon     | Damernas 5 000 meter         | 26 augusti |
| Guld   | Mary Moraa         | Damernas 800 meter           | 27 augusti |
| Silver | Daniel Ebenyo      | Herrarnas 10 000 meter       | 20 augusti |
| Silver | Emmanuel Wanyonyi  | Herrarnas 800 meter          | 26 augusti |
| Silver | Beatrice Chepkoech | Damernas 3 000 meter hinder  | 27 augusti |
| Brons  | Abraham Kibiwot    | Herrarnas 3 000 meter hinder | 22 augusti |
| Brons  | Beatrice Chebet    | Damernas 5 000 meter         | 26 augusti |
| Brons  | Jacob Krop         | Herrarnas 5 000 meter        | 27 augusti |
| Brons  | Faith Cherotich    | Damernas 3 000 meter hinder  | 27 augusti |

## Resultat
Kenyas trupp bestod av 52 idrottare.

### Herrar
Gång- och löpgrenar
| Idrottare                                                                   | Gren                  | Försöksheat  | Försöksheat | Semifinal        | Semifinal        | Final            | Final            |
| Idrottare                                                                   | Gren                  | Resultat     | Placering   | Resultat         | Placering        | Resultat         | Placering        |
| --------------------------------------------------------------------------- | --------------------- | ------------ | ----------- | ---------------- | ---------------- | ---------------- | ---------------- |
| Ferdinand Omanyala                                                          | 100 meter             | 9,97         | 2 Q         | 10,01            | 3 q              | 10,07            | 7                |
| Boniface Mweresa                                                            | 400 meter             | 45,91        | 7           | Gick inte vidare | Gick inte vidare | Gick inte vidare | Gick inte vidare |
| Ngeno Kipngetich                                                            | 800 meter             | 1.47,63      | 1 Q         | 1.45,56          | 8                | Gick inte vidare | Gick inte vidare |
| Emmanuel Korir                                                              | 800 meter             | 1.46,78 0SB0 | 4           | Gick inte vidare | Gick inte vidare | Gick inte vidare | Gick inte vidare |
| Ferguson Rotich                                                             | 800 meter             | 1.46,53      | 6           | Gick inte vidare | Gick inte vidare | Gick inte vidare | Gick inte vidare |
| Emmanuel Wanyonyi                                                           | 800 meter             | 1.44,92      | 1 Q         | 1.43,83          | 1 Q              | 1.44,53          | 2                |
| Reynold Kipkorir Cheruiyot                                                  | 1 500 meter           | 3.34,24      | 3 Q         | 3.35,53          | 6 Q              | 3.30,78          | 8                |
| Timothy Cheruiyot                                                           | 1 500 meter           | 3.47,09      | 6 Q         | 3.37,40          | 9                | Gick inte vidare | Gick inte vidare |
| Abel Kipsang                                                                | 1 500 meter           | 3.34,08      | 1 Q         | 3.32,72          | 2 Q              | 3.29,89          | 4                |
| Cornelius Kemboi                                                            | 5 000 meter           | 13.44,32     | 33          | —                | —                | Gick inte vidare | Gick inte vidare |
| Nicholas Kimeli                                                             | 5 000 meter           | 13.40,43     | 29          | —                | —                | Gick inte vidare | Gick inte vidare |
| Ishmael Rokitto Kipkurui                                                    | 5 000 meter           | 13.33,63     | 7 Q         | —                | —                | 13.21,20         | 10               |
| Jacob Krop                                                                  | 5 000 meter           | 13.33,63     | 7 Q         | —                | —                | 13.12,28         | 3                |
| Daniel Ebenyo                                                               | 10 000 meter          | —            | —           | —                | —                | 27.52,60         | 2                |
| Benard Kibet                                                                | 10 000 meter          | —            | —           | —                | —                | 27.56,27         | 5                |
| Nicholas Kimeli                                                             | 10 000 meter          | —            | —           | —                | —                | 28.03,38         | 8                |
| Joshua Belet                                                                | Maraton               | —            | —           | —                | —                | 0DNF0            | 0DNF0            |
| Timothy Kiplagat                                                            | Maraton               | —            | —           | —                | —                | 2:11.25          | 14               |
| Titus Kipruto                                                               | Maraton               | —            | —           | —                | —                | 2:10.47          | 8                |
| Wiseman Mukhobe                                                             | 400 meter häck        | 49,10        | 4 Q         | 49,40            | 6                | Gick inte vidare | Gick inte vidare |
| Leonard Bett                                                                | 3 000 meter hinder    | 8.16,74      | 3 Q         | —                | —                | 8.12,26          | 4                |
| Abraham Kibiwot                                                             | 3 000 meter hinder    | 8.24,31      | 4 Q         | —                | —                | 8.11,98          | 3                |
| Simon Koech                                                                 | 3 000 meter hinder    | 8:20.29      | 3 Q         | —                | —                | 8.14,37          | 7                |
| Samuel Gathimba                                                             | 20 kilometer gång     | —            | —           | —                | —                | 1:18.34 0SB0     | 9                |
| Kennedy Kimeu Muthoki Zablon Ekhal Ekwam Kelvin Sane Tauta Wyclife Kinyamal | 4 × 400 meter stafett | 3.01,41 0SB0 | 7           | —                | —                | Gick inte vidare | Gick inte vidare |

Teknikgrenar
| Idrottare   | Gren          | Kval    | Kval      | Final            | Final            |
| Idrottare   | Gren          | Distans | Placering | Distans          | Placering        |
| ----------- | ------------- | ------- | --------- | ---------------- | ---------------- |
| Julius Yego | Spjutkastning | 78,42   | 17        | Gick inte vidare | Gick inte vidare |

### Damer
Gång- och löpgrenar
| Idrottare                  | Gren               | Försöksheat  | Försöksheat | Semifinal        | Semifinal        | Final            | Final            |                  |                  |
| Idrottare                  | Gren               | Resultat     | Placering   | Resultat         | Placering        | Resultat         | Placering        |                  |                  |
| -------------------------- | ------------------ | ------------ | ----------- | ---------------- | ---------------- | ---------------- | ---------------- | ---------------- | ---------------- |
| Vivian Chebet Kiprotich    | 800 meter          | 2.01,26      | 4           | Gick inte vidare | Gick inte vidare | Gick inte vidare | Gick inte vidare |                  |                  |
| Naomi Korir                | 800 meter          | 2:01.41      | 7           | Gick inte vidare | Gick inte vidare | Gick inte vidare | Gick inte vidare |                  |                  |
| Mary Moraa                 | 800 meter          | 1.59,89      | 1 Q         | 1.58,48          | 1 Q              | 1.56,03 0PB0     | 1                |                  |                  |
| Nelly Chepchirchir         | 1 500 meter        | 4.00,87      | 1 Q         | 4.02,14          | 1 Q              | 3.57,90 0PB0     | 5                |                  |                  |
| Purity Chepkirui           | 1 500 meter        | 4.04,51 0PB0 | 7           | Gick inte vidare | Gick inte vidare | Gick inte vidare | Gick inte vidare |                  |                  |
| Edinah Jebitok             | 1 500 meter        | 4.04,09      | 4 Q         | 4.05,41          | 10               | Gick inte vidare | Gick inte vidare | Gick inte vidare | Gick inte vidare |
| Faith Kipyegon             | 1 500 meter        | 4.02,62      | 1 Q         | 3.55,14          | 1 Q              | 3.54,87          | 1                |                  |                  |
| Beatrice Chebet            | 5 000 meter        | 14.57,70     | 1 Q         | —                | —                | 14.54,33         | 3                |                  |                  |
| Margaret Kipkemboi         | 5 000 meter        | 15.00,10     | 3 Q         | —                | —                | 14.56,62         | 4                |                  |                  |
| Faith Kipyegon             | 5 000 meter        | 14.32,31     | 2 Q         | —                | —                | 14.53,88         | 1                |                  |                  |
| Lilian Kasait Rengeruk     | 5 000 meter        | 14.36,61     | 5 Q         | —                | —                | 14.59,32         | 10               |                  |                  |
| Irine Jepchumba Kimais     | 10 000 meter       | —            | —           | —                | —                | 31.32,19 0SB0    | 4                |                  |                  |
| Grace Nawowuna             | 10 000 meter       | —            | —           | —                | —                | 31.38,17         | 9                |                  |                  |
| Agnes Jebet Ngetich        | 10 000 meter       | —            | —           | —                | —                | 31.34,83 0PB0    | 6                |                  |                  |
| Sally Chepyego Kaptich     | Maraton            | —            | —           | —                | —                | 2:27.09          | 7                |                  |                  |
| Shyline Jepkorir Toroitich | Maraton            | —            | —           | —                | —                | 0DNF0            | 0DNF0            |                  |                  |
| Rosemary Wanjiru           | Maraton            | —            | —           | —                | —                | 2:26.42          | 6                |                  |                  |
| Beatrice Chepkoech         | 3 000 meter hinder | 9.19,22      | 2 Q         | —                | —                | 8.58,98          | 2                |                  |                  |
| Jackline Chepkoech         | 3 000 meter hinder | 9:16.41      | 1 Q         | —                | —                | 9.14,72          | 9                |                  |                  |
| Faith Cherotich            | 3 000 meter hinder | 9.19,55      | 1 Q         | —                | —                | 9.00,69 0PB0     | 3                |                  |                  |
| Emily Wamusyi Ngii         | 20 kilometer gång  | —            | —           | —                | —                | 0DNF0            | 0DNF0            |                  |                  |

### Mixat
| Idrottare                                                               | Gren                  | Heat     | Heat      | Final            | Final            |
| Idrottare                                                               | Gren                  | Resultat | Placering | Resultat         | Placering        |
| ----------------------------------------------------------------------- | --------------------- | -------- | --------- | ---------------- | ---------------- |
| Zablon Ekhal Ekwam Wyclife Kinyamal Millicent Ndoro Mercy Adongo Oketch | 4 × 400 meter stafett | 3.15,47  | 15        | Gick inte vidare | Gick inte vidare |